# Eirik Verås Larsen
Eirik Verås Larsen (n. 26 martie 1976, Comuna Flekkefjord, Vest-Agder, Norvegia) este un caiacist ce a reprezentat Norvegia, medaliat olimpic. A participat la 4 ediții ale Jocurilor Olimpice (2000, 2004, 2008, 2012) în care a câștigat două medalii de aur, o medalie de argint și o medalie de bronz.